# Gaio-Rosário
A Freguesia de Gaio-Rosário foi uma freguesia portuguesa do Município da Moita, freguesia que tinha 10,33 km² de área e 1 257 habitantes (2011), e, por isso, uma densidade populacional de 125,8 hab/km².  Constituída, como o próprio nome indica, pelas localidades de Gaio e Rosário, teve o estatuto de freguesia entre 31 de Dezembro de 1984 e 2013. 
A Freguesia de Gaio-Rosário foi extinta (agregada), em 2013, no âmbito de uma reforma administrativa nacional, tendo sido agregada à Freguesia de Sarilhos Pequenos, para formar uma nova freguesia denominada União das Freguesias de Gaio-Rosário e Sarilhos Pequenos.
| 1991 | 2001 | 2011  |
| 876  | 987  | 1 257 |

| Distribuição da População por Grupos Etários | Distribuição da População por Grupos Etários | Distribuição da População por Grupos Etários | Distribuição da População por Grupos Etários | Distribuição da População por Grupos Etários | Distribuição da População por Grupos Etários | Distribuição da População por Grupos Etários | Distribuição da População por Grupos Etários | Distribuição da População por Grupos Etários | Distribuição da População por Grupos Etários |
| -------------------------------------------- | -------------------------------------------- | -------------------------------------------- | -------------------------------------------- | -------------------------------------------- | -------------------------------------------- | -------------------------------------------- | -------------------------------------------- | -------------------------------------------- | -------------------------------------------- |
| Ano                                          | 0-14 Anos                                    | 15-24 Anos                                   | 25-64 Anos                                   | > 65 Anos                                    |                                              | 0-14 Anos                                    | 15-24 Anos                                   | 25-64 Anos                                   | > 65 Anos                                    |
| 2001                                         | 130                                          | 126                                          | 553                                          | 178                                          |                                              | 13,2%                                        | 12,8%                                        | 56,0%                                        | 18,0%                                        |
| 2011                                         | 215                                          | 119                                          | 686                                          | 207                                          |                                              | 17,5%                                        | 9,7%                                         | 55,9%                                        | 16,9%                                        |

## Atividades Económicas
- Agricultura, atividades portuárias, estaleiro naval, comércio e fabrico de velas para barcos, indústria de bacalhau

As principais actividades económicas das populações do Gaio e do Rosário foram, durante décadas, a apanha das famosas ostras do rio Tejo, mas também o transporte dos mais diversos produtos entre as duas margens ou ao longo do rio.
Da intensa actividade de outros tempos, a antiga freguesia conserva actualmente, o estaleiro naval e a fábrica de velas para barcos. O Estaleiro dedica-se hoje em dia, à reconstrução de antigas e tradicionais embarcações do rio Tejo, que transforma em embarcações de recreio. Nestas embarcações tradicionais podem apreciar-se as típicas pinturas tradicionais, de um delicioso estilo “naif”. Os principais temas pintados são letras e números coloridos, flores, sereias, santas, touradas e paisagens. Estas pinturas, típicas na área da Moita, embelezam, agora também os barcos tradicionais de concelhos como Vila Franca de Xira, Alcochete ou Lisboa.

## Património Cultural e Edificado
- Igreja matriz,
- Moinho de vento,
- Ruínas de fornos de cal e vestígios arqueológicos
- Ermida de Nossa Senhora do Rosário

## Outros locais de interesse turístico
- Parque das Merendas, Parque das Canoas, Miradouro e praia fluvial

## Festas e Romarias
- Padroeira - Nossa Senhora do Rosário (Agosto)

## Gastronomia
- Caldeiradas à fragateiro

## Artesanato
- Miniaturas de barcos do Tejo

## Colectividades
- Marítimo Futebol Clube Rosarense, Beira Mar Futebol Clube Gaiense, Banda Musical do Rosário, Associação Equestre Moitense e Centro de Convívio de Reformados do Gaio-Rosário

## História
Na antiga freguesia do Gaio-Rosário foi descoberto um povoado pré-histórico do Neolítico Antigo, com uma cronologia de seis mil anos. Depois desta época só no início do século XVI, com a noticia da existência de uma povoação de 10 moradores designados por Quinta de Martim Afonso, voltando a ter informações da freguesia. O núcleo populacional, no entanto, só no século XX viria a ter expressão significativa.

## Descrição
O Gaio e o Rosário são duas pitorescas localidades plantadas à beira rio, que têm hoje grandes potencialidades em termos turísticos, sobretudo para desenvolver actividades ligadas ao rio. Está, por isso, a proceder-se à valorização de toda a zona ribeirinha, incluindo a bela praia fluvial, dotando-a de infra-estruturas de lazer e de acolhimento de visitantes.
Do jardim junto à praia desfruta-se uma vista panorâmica sobre o rio Tejo e a capital. No Verão pode-se também saborear a deliciosa caldeirada à fragateiro, típica desta zona ribeirinha. A praia é, anualmente, palco de um original acontecimento, as largadas de toiros. Situado junto ao rio fica o Parque das Canoas, perto do estaleiro, constituindo um bom exemplo de aproveitamento da zona ribeirinha.
Para além deste património natural a antiga freguesia do Gaio-Rosário possui um valioso e muito interessante património ligado ao rio, como estruturas arquitectónicas e embarcações tradicionais. Interessante, em termos de património arquitectónico, são as casas de cores garridas que se podem apreciar na povoação do Gaio e a capela, no Rosário, mandada construir em 1532, por Cosme Bernardes de Macedo, fidalgo da Casa Real e proprietário da Quinta de Martim Afonso, devota a São João Evangelista apresenta uma interessante porta manuelina. A antiga actividade fluvial está hoje viva na memória dos marítimos, homens que desde sempre viveram ligados aos barcos, e que constroem laboriosamente, as miniaturas das embarcações da sua memória.
Mas o interesse turístico da antiga freguesia tem ainda um outro valor acrescentado na característica animação da sua população, sobretudo na época do Verão, e que fazem da localidade um ponto de passagem obrigatória para quem pretende conhecer a margem sul do Tejo ou o concelho da Moita.
A vila foi cenário para uma série humorística da SIC, Camilo, o Presidente.